# عين امطيع (الحايط الفوقي بني حرشان)
عين امطيع هو دُوَّار يقع بجماعة بني حرشان، إقليم تطوان، جهة طنجة تطوان الحسيمة في المملكة المغربية. ينتمي الدوّار لمشيخة الحايط الفوقي بني حرشان التي تضم 20 دواوير. يقدر عدد سكانه بـ 203 نسمة حسب الإحصاء الرسمي للسكان والسكنى لسنة 2004.

## روابط خارجية
- البوابة الوطنية للجماعات الترابية نسخة محفوظة 12 مارس 2018 على موقع واي باك مشين.
- المندوبية السامية للتخطيط